# Ровен Фернандес
Ровен Фернандес (англ. Rowen Fernández; нар. 28 лютого 1978, Спрінгс, ПАР) — південноафриканський футболіст, воротар.

## Клубна кар'єра
Футболом розпочав займатися в аматорській команді «Беноні Нортернз», перш ніж приєднатися до «Вітс Юніверситі», де привернув увагу селекціонерів олімпійської збірної ПАР. Зіграв 6 матчів за вище вказану збірну.

### «Кайзер Чифс»
Після чудового сезону зі «Студентами», Ровен разом із півзахисником Стентоном Фредеріксом у 2001 році перейшов з «Вітс Юніверситі» до «Кайзер Чифс». Фернандес повинен був стати дублером Браєна Балої, який перебував на порозі отримання вигідного контракту в Європі.
Спочаткуровену було важко пробитися в першу команду, оскільки Балої демонстрував прекрасну гру тур за туром. Велика перерва нарешті наступила, коли 30 червня 2001 року він дебютував на Vodacom Challenge проти ганського клубу «Гартс оф Оук» на стадіоні Роял Бафокенг. «Чифс» перемогли з рахунком 2:0. 22 серпня 2001 року він дебютував у PSL за «Чіфс» у матчі проти «Класик» з рахунком 2–1. 22 серпня 2001 року дебютував за «Чіфс» Прем'єр-лізі ПАР у переможному (2:1) матчі проти «Классік».
У квітні 2003 року «Павука», прізвисько, яке Ровен отримав завдяки дивовижній любові до моторошних моторошних плазунів (змій і павуків), госпіталізували після того, як гравця вкусив один із його павуків. Він також боровся за місце в першій команді в тому ж сезоні й отримав можливість зіграти лише в переможному (5:0) поєдинку першого раунду Кубку ПАР проти «Спортинга» на Елліс Парк.
Однак сезон 2003/04 років почався дуже добре для Фернандеса, якого зробили основним воротарем, оскільки Балої боровся з наслідками важкої травми. У сезоні 2006/07 років відзначився 2-ма голами.
Увійшов до підручників історії в лютому 2007 року, коли кинувся на відскок, після того, як Браян Балої з «Мамелоді Сандаунз» зміг лише парирувати його повторний точний удар і відзначився голом з близької відстані. Той факт, що Роуен не реалізував пенальті та забив завдяки вдалому підбору, означав, що його гол на тридцять другій хвилині проти «Сандаунс» не вважалося як гол з пенальті, а натомість вважався голом з гри. Іншим голом відзначився у вересні 2006 року в матчі проти свого колишнього клубу, «Вітс Юніверситі».

### «Армінія» (Білефельд)
У червні 2007 року, вільним агентом після закінчення контракту з «Чіфс», приєднався до представника німецької Бундесліги «Армінія» (Білефельд), щоб об’єднатися з колишнім тренером «Чіфс» Ернстом Міддендорпом, який тренував «Армінію». У Білефельді покликаний був замінити Марка Ціглера, який перейшов у дортмундську «Боруссію». У Бундеслізі дебютував 24 листопада 2007 року у виїзному поєдинку проти «Бохума» (0:3). Наприкінці сезону 2007/08 року потіснив досвідченого голкіпера Матіаса Гайна. Однак через травму коліна на початку наступного сезону поступився місцем основного воротаря Деннісу Ейльгоффу. Хоча за перші два сезони залишався резервним воротарем, на початку 2009 року продовжив свій контракт з «Армінією» до 30 червня 2012 року. У грудні 2010 року отримав німецьке громадянство.

### Завершення кар'єри
1 січня 2011 року, під час січневого трансферного вікна, перейшов з «Армінії» (Білефельд) до «Суперспорт Юнайтед». Сезон 2014/15 року став останнім в спортивній кар'єрі, яку він завершив у клубі «Бідвест Вітс».

## Кар'єра в збірній
У серпні 2004 року дебютував у футболці національної збірної Південної Африки в переможному (2:0) матчі проти збірної Тунісу. Сподівався стати частиною збірної своєї країни на чемпіонаті світу 2010 року у Південній Африці, але тренер Карлос Алберто Паррейра виключив його з остаточного списку з 23-х гравців на користь Ітумеленга Хуне, Мунеба Джозефса та Шу-Ейба Волтерса.

## Статистика виступів

### Клубна
| Сезон   | Клуб                  | Країна    | Змагання            | Матчі | Голи |
| ------- | --------------------- | --------- | ------------------- | ----- | ---- |
| 1996/97 | «Вітс Юніверситі»     | ПАР       | Прем'єр-соккер ліга | 8     | 0    |
| 1997/98 | «Вітс Юніверситі»     | ПАР       | Прем'єр-соккер ліга | 17    | 0    |
| 1998/99 | «Вітс Юніверситі»     | ПАР       | Прем'єр-соккер ліга | 23    | 0    |
| 1999/00 | «Вітс Юніверситі»     | ПАР       | Прем'єр-соккер ліга | 20    | 0    |
| 2000/01 | «Вітс Юніверситі»     | ПАР       | Прем'єр-соккер ліга | 38    | 0    |
| 2001/02 | «Кайзер Чифс»         | ПАР       | Прем'єр-соккер ліга | 18    | 0    |
| 2002/03 | «Кайзер Чифс»         | ПАР       | Прем'єр-соккер ліга | 2     | 0    |
| 2003/04 | «Кайзер Чифс»         | ПАР       | Прем'єр-соккер ліга | 19    | 0    |
| 2004/05 | «Кайзер Чифс»         | ПАР       | Прем'єр-соккер ліга | 39    | 0    |
| 2005/06 | «Кайзер Чифс»         | ПАР       | Прем'єр-соккер ліга | 25    | 0    |
| 2006/07 | «Кайзер Чифс»         | ПАР       | Прем'єр-соккер ліга | 37    | 2    |
| 2007/08 | «Армінія» (Білефельд) | Німеччина | Бундесліга          | 15    | 0    |
| 2008/09 | «Армінія» (Білефельд) | Німеччина | Бундесліга          | 0     | 0    |
| 2009/10 | «Армінія» (Білефельд) | Німеччина | Друга Бундесліга    | 1     | 0    |
| 2010/11 | «Армінія» (Білефельд) | Німеччина | Друга Бундесліга    | 1     | 0    |
| 2010/11 | «Суперспорт Юнайтед»  | ПАР       | Прем'єр-соккер ліга | 17    | 0    |
| 2011/12 | «Суперспорт Юнайтед»  | ПАР       | Прем'єр-соккер ліга | 6     | 0    |
| 2012/13 | «Суперспорт Юнайтед»  | ПАР       | Прем'єр-соккер ліга | 3     | 0    |
| 2013/14 | «Суперспорт Юнайтед»  | ПАР       | Прем'єр-соккер ліга | 4     | 0    |
| 2014/15 | «Бідвест Вітс»        | ПАР       | Прем'єр-соккер ліга | 2     | 0    |